# Юнис, Абдул Фатах
Абдул Фатах Юнис (араб. عبد الفتاح يونس‎, произносится: Абдельфаттах Юнис; 1944, Джебель-Ахдар, Киренаика, оккупированная Ливия — 28 июля 2011, Бенгази, Ливия) — бывший министр внутренних дел Ливии и генерал, его часто называли «номером 2» в ливийской иерархии. 22 февраля 2011 года перешёл на сторону повстанцев, призывая к подобному переходу войска страны.
В беседе с Джоном Симпсоном (англ.) 25 февраля предположил, что Муаммар Каддафи будет бороться до смерти или покончит жизнь самоубийством. Затем был начальником штаба войсками повстанцев.

## Гибель
Существуют противоречивые данные о дате и обстоятельствах его смерти. Ещё 23 июля в российской блогосфере, а затем и на арабском новостном сайте «Аль-Баваба» была распространена информация о том, что 23 июля 2011 г. на встрече с полевыми командирами глава Переходного Национального совета М. Джалиль признал, что главнокомандующий т. н. «Национальной Освободительной Армией Ливии» Абдул Фатах Юнис мёртв, подтвердив тем самым слухи, уже два дня неофициально сообщаемые из Триполи. Таким образом, первые слухи о его гибели появились ещё 21 июля 2011 г. О точном времени и обстоятельствах гибели главного полевого командира повстанцев информации нет.
Первая официальная и широко тиражируемая во всех мировых СМИ информация о смерти Юниса появилась 29 июля 2011 года, общий смысл которой сводился к следующему: командующий погиб при невыясненных обстоятельствах у Бенгази. Он был отозван в Бенгази с участка боевых действий у города Брега. По словам главы Национального переходного совета (НПС) Мустафы Абдель-Джалиля, Юнис должен был доложить о текущей ситуации. По дороге Юнис и ещё два офицера были убиты. По слухам же, военачальника везли в Бенгази для допроса по подозрению его в связях с Каддафи. Глава ПНС заявил, что смерть Юниса — дело рук наемников Каддафи, проникших в ряды повстанцев. Одного из них якобы уже арестовали, других ищут. По версии Али Тархуни Юниса убили сами ливийские повстанцы, которые не смогли ему простить участие в расправах над исламистским подпольем во времена М. Каддафи. По другой информации, он был убит в связи с катастрофическими неудачами повстанцев под Брегой, которые углубили продолжавшийся раскол в руководстве Переходного Национального Совета, оттеснение от руководства ПНС светского крыла повстанцев, представителем которого являлся Юнис, и чрезвычайным усилением исламистов и представителей «Аль-Каиды».